# Гакаборт

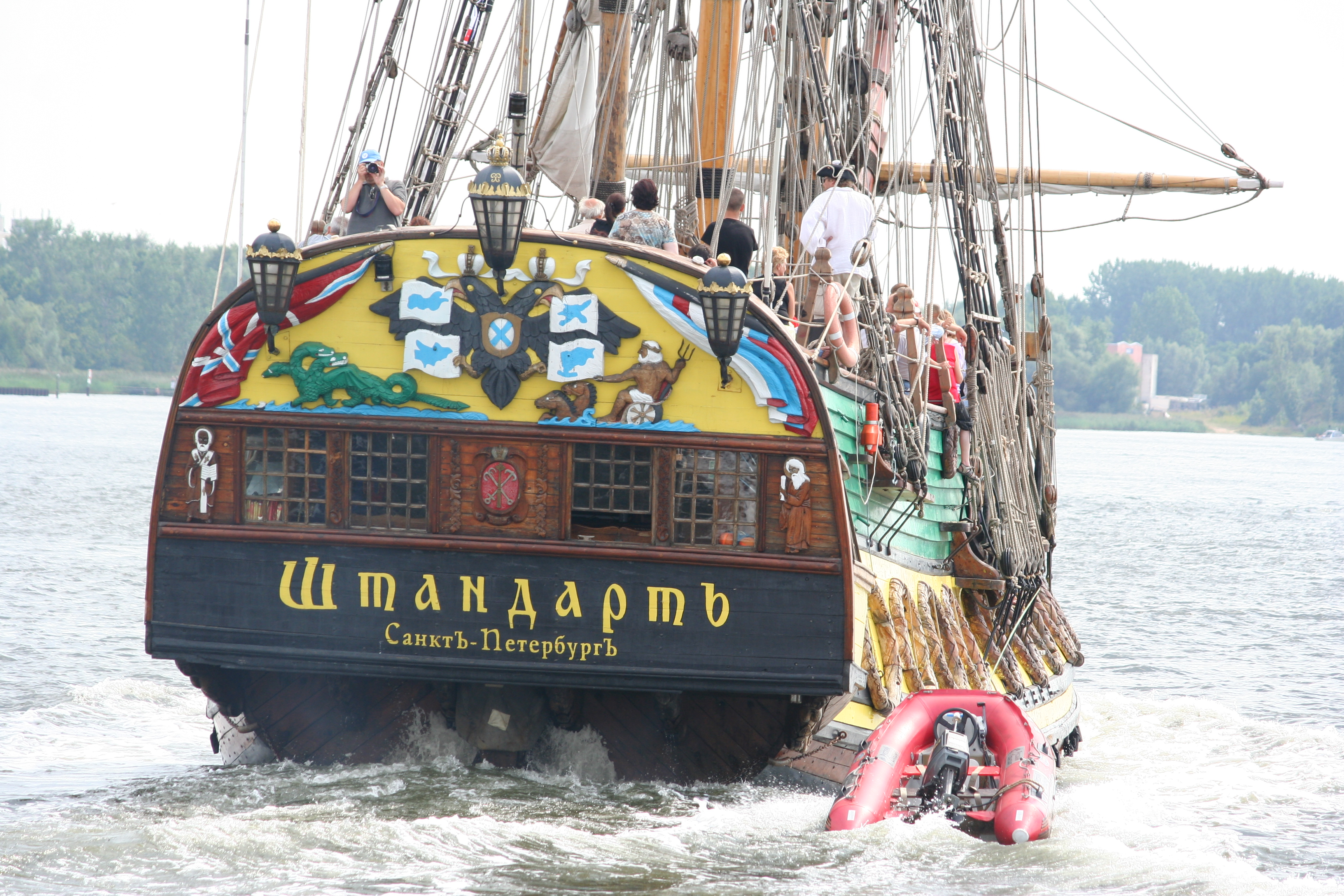
Гакаборт фрегата «Штандарт»

Гакаборт (от голландского hakkebord; букв. haak — крюк и bord —  борт) —  закругленная часть кормовой оконечности судна, в эпоху парусного флота под этим термином подразумевали самую верхнюю часть кормы от раковины над верхними окнами до планширя. В России данный морской термин стал широко употребляться со времен правления Петра I Алексеевича Великого, который некоторое время работал на одной из судостроительных верфей в Голландии.
Вплоть до середины XX века, пока не появились надёжные системы для обнаружения морских объектов, способные определять расстояние до последних, военные корабли, находясь в кильватерном строе и, нередко, на якоре, несли белый огонь для обозначения места идущего впереди корабля заднему мателоту и для предупреждения возможности столкновения судов.
У гакаборта располагался кормовой флагшток. На гакаборте, как правило, устанавливают один из ходовых навигационных огней корабля.
На гакаборт традиционно наносили резные рисунки, которые служили одним из наиболее ярких украшений кормы корабля.